# Wolf (бронетранспортёр)
Бронетранспортёр «Wolf» (ивр. זאב‎ Зеэ́в) — бронетранспортёр, используемый в основном Армией обороны Израиля. Выпускается компанией Carmor. Он сочетает в себе скорость и маневренность коммерческого грузовика, а также броню, подобную бронетранспортеру, — качества, необходимые для конфликтов низкой интенсивности. Wolf основан на шасси Ford F-550 и оснащено 6-литровым двигателем V8 мощностью в 325 лошадиных сил. Двигатель сочетается с 5-ступенчатой автоматической коробкой передач, которая приводит в движение все четыре колеса, что делает его полноприводным.

## История создания
Идея бронемашины Wolf возникла из-за необходимости безопасной перевозки солдат во время миссий в городских условиях и в миротворческих миссиях. Министерство обороны Израиля заказало 150 бронированных машин Wolf у Rafael Advanced Defense Systems и Carmor, для использования в городских боях. В настоящее время Wolf находится в производстве по состоянию на 2019 год. Первое сообщение о том, что автомобиль используется Армией обороны Израиля появилось в ходе операции «Возвращение домой» 14 марта 2006 года.

### Конструкция
Wolf основан на модифицированном шасси Ford F-550, производимым компанией OEM в Луисвилле, штате Кентукки. Он оснащен дизельным двигателем объёмом в 6 литров мощностью 325 л. с. и автоматической 5-ступенчатой коробкой передач. Может весить до 8 тонн. Броня защищает боевое отделение, автомобильные элементы и колеса. Бронекорпус строится независимо от шасси, поэтому можно использовать этот же бронекорпус на другом шасси (той же модели), когда шасси выходит из эксплуатации. На крыше корпуса может быть установлен дистанционный боевой модуль, который позволяет экипажу вести бой изнутри машины.
Wolf — многоцелевой грузовик. Его основное предназначение — перевозка пехоты, однако некоторые машины могут быть специально настроены под санитарные машины.

## Страны-эксплуатанты

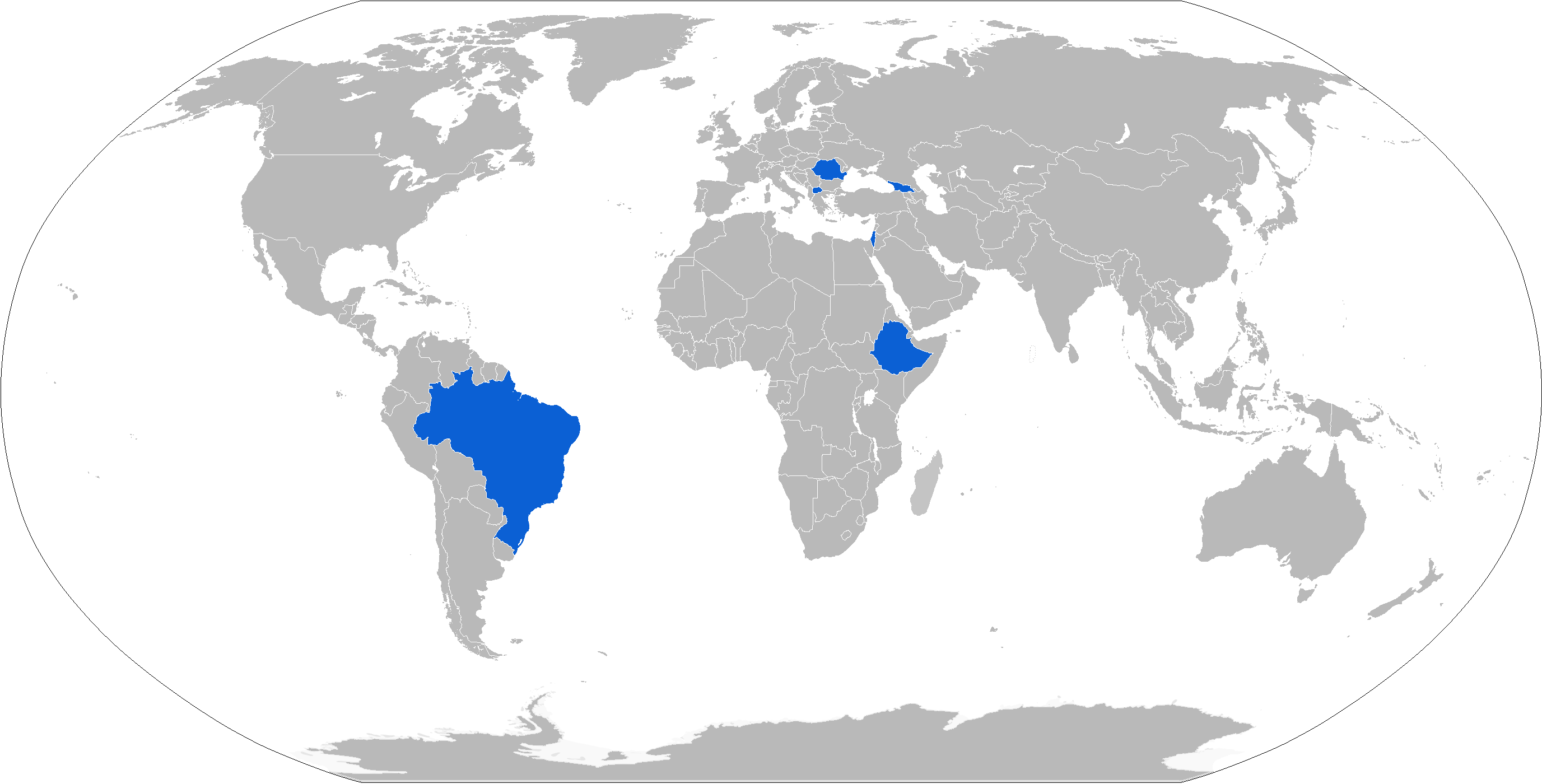
Карта операторов бронемашин Wolf. Операторы отмечены синим цветом.

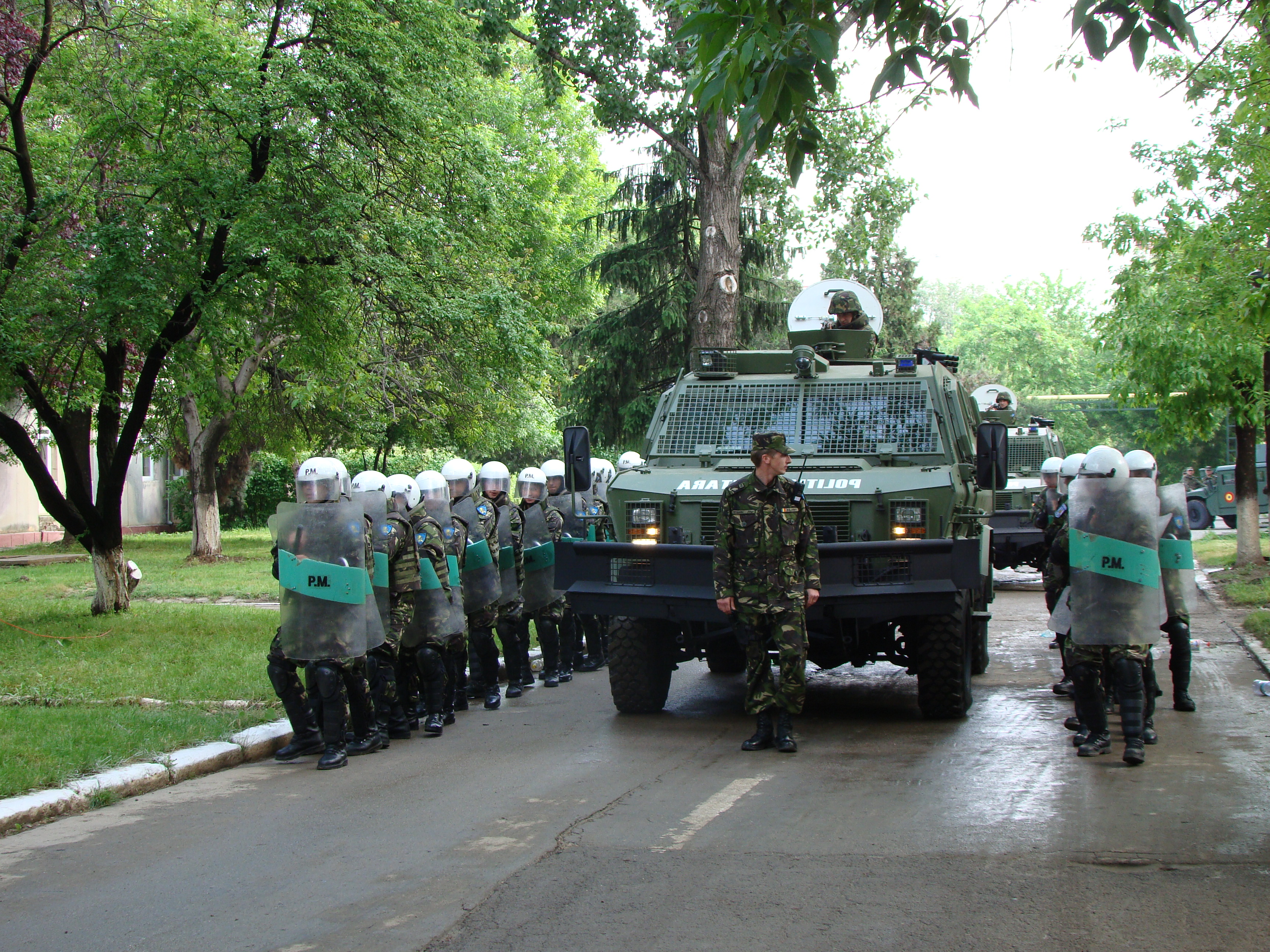
Бронеавтомобили Wolf румынской военной полиции

- Бразилия[8]
- Грузия[9]
- Эфиопия
- Израиль
- Северная Македония
- Румыния